# Powstańcze Porozumienie Demokratyczne
Powstańcze Porozumienie Demokratyczne – porozumienie organizacji politycznych, patronujących oddziałom wojskowym, które weszły w skład Połączonych Sił Zbrojnych, zawarte w dniu 25 września 1944 roku z inicjatywy Polskiej Partii Robotniczej (PPR) przez przedstawicieli Krajowej Rady Narodowej (KRN), Centralnego Komitetu Ludowego (CKL), Rady Obrony Narodu (RON), Centralnego Komitetu Młodzieży (CKM). 

## Historia
W dniu 26 września PPD w odezwie Do społeczeństwa stolicy uznało Polski Komitet Wyzwolenia Narodowego. Powstańcze Porozumienie Demokratyczne, nawołując do skierowania wszystkich sił do walki na barykadach Warszawy. Oświadczyło ponadto, iż współdziała ze śpieszącym na odsiecz (Ludowym) Wojskiem Polskim i Armią Czerwoną. Wyrazem tego współdziałania miało być podporządkowanie Połączonych Sił Zbrojnych AL, PAL, KB gen. Roli-Żymierskiemu.
Do Powstańczego Porozumienia Demokratycznego weszli z ramienia ugrupowań wchodzących w skład KRN: 
- z Polskiej Partii Robotniczej (PPR): Aleksander Kowalski, Władysław Bieńkowski;
- z ramienia Robotniczej Partii Polskich Socjalistów (RPPS): Feliks Baranowski, Leontyna Strusińska, Michał Szyszko, Aleksander Żaruk-Michalski;
- ze Stronnictwa Ludowego „Wola Ludu” (SL-Wola Ludu): Antoni Korzycki;
- z ramienia Centralnego Komitetu Ludowego Centralizacji Stronnictw Demokratycznych, Socjalistycznych i Syndykalistycznych: Polska Partia Socjalistyczna Lewica (PPS-lewica): Piotr Gajewski, Teofil Głowacki, Stefan Kurowski, Stanisław Płoski, Józef Salcewicz, Jerzy Walter;
- ze Stronnictwa Polskich Demokratów (SPD): Romuald Miller, Andrzej Klimowicz, Zbigniew Nosek;
- z Polskiej Ludowej Akcji Niepodległościowej (PLAN): Feliks Wiesenberg, Cezary Szemley;
- z Polskiego Stronnictwa Demokratycznego (PSD): Zygmunt Tomczak;
- ze Związku Syndykalistów Polskich (ZSP): Stefan Szwedowski, Jerzy Złotowski, Marcelina Grabowska;
- z Syndykalistycznej Organizacji „Wolność” (SOW): Edward Wołonciej, Tomasz Pilarski;
- z Bundu: Leon Fajner, Marek Lew;
- z Polskiego Związku Wolności (PZW): Antoni Szadkowski, Jerzy Domiński;
- z ramienia Rady Obrony Narodu (RON): Zbigniew Petrykowski, Mieczysław Retinger;
- z ramienia Centralnego Komitetu Młodzieży (CKM): Jerzy Morawski.

Do Prezydium PPD wchodzili: Aleksander Kowalski, Władysław Bieńkowski i Feliks Baranowski z KRN; Romuald Miller, Piotr Gajewski i Teofil Głowacki z CKL; Zbigniew Petrykowski z RON; Jerzy Morawski z CKM.
Liczebności tych ugrupowań w powstańczej Warszawie poza stanami organizacji wojskowych (AL, PAL i KB) nie da się ustalić.